# Asch-Schamaliyya
asch-Schamaliyya (arabisch الشمالية asch-Schamāliyya, deutsch „Die Nördliche“, englisch Northern) ist ein Bundesstaat im Sudan. Seine Hauptstadt ist Dunqula.

## Geographie

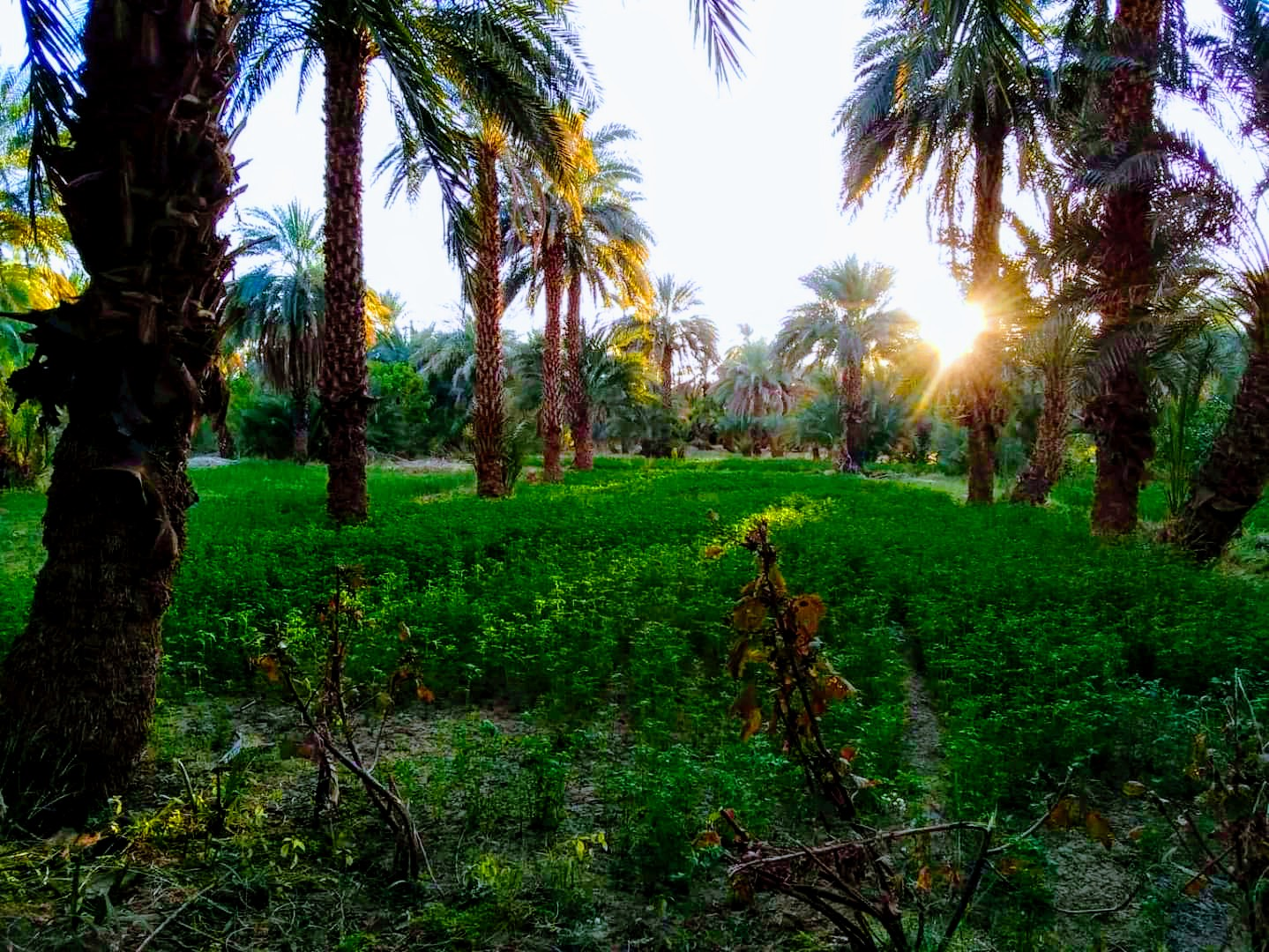
Palmen in asch-Schamaliyya

Asch-Schamaliyya hat eine Fläche von 348.765 km² und ist vorwiegend von der Sahara und der Nubischen Wüste geprägt, bis auf einen fruchtbaren Streifen Kulturland an den Ufern des Nils. Im Norden findet man die Stadt Wadi Halfa und den Nubia-See, der den sudanesischen Teil des Nasser-Sees bildet. Weitere Ortschaften sind Karima, Kurti, Kulb, Merowe, ad-Dabba und Abri.

## Bevölkerung
Der Bundesstaat hat gemäß einer Schätzung von 2017 rund 913.000 Einwohner. Diese sprechen vorwiegend Arabisch oder Nubisch.

## Geschichte
Von 1919 bis 1974 war asch-Schamaliyya erst eine Provinz des Anglo-Ägyptischen Sudan, dann eine Provinz der unabhängigen Republik Sudan. 1974 wurde ein Teil von asch-Schamaliyya abgespalten, um zusammen mit einem Teil der Provinz Kassala die neue Provinz Nahr an-Nil zu bilden. Im Jahr 1991 wurde die Provinz in einen Bundesstaat umgewandelt und die Grenzen von 1919 bis 1974 wurden wiederhergestellt. Am 14. Februar 1994 wurde erneut ein Teil von asch-Schamaliyya abgespalten, um mit einem Teil des Bundesstaates asch-Scharqiyya (Kassala) wieder einen Bundesstaat Nahr an-Nil zu schaffen.

## Infrastruktur
Von Wadi Halfa aus gibt es nach Süden eine Eisenbahnverbindung nach Khartum und nach Norden eine Fährverbindung nach Ägypten.